# Alienacja
Alienacja (wyobcowanie) (łac. alienus, alienum „obcy, cudzy”) – poczucie izolacji od społeczeństwa, nieutożsamianie się ze społecznością lokalną i ponadlokalną, utrata tożsamości jednostki charakterystyczna dla dużych ośrodków miejskich w społeczeństwach przemysłowych i poprzemysłowych (postindustrialnych) oraz dla sytuacji migracji zarobkowej. 

## Historia
Pojęcie alienacji wprowadzone zostało przez Georga Wilhelma Friedricha Hegela, dla którego oznaczało stawanie się obcym państwa wobec ducha dziejów. Po raz pierwszy użyte do krytyki burżuazji przez Mojżesza Hessa, rozwinięte zostało przez Karola Marksa. Według Marksa, człowiek z natury twórczy pod wpływem tego, iż staje się on częścią maszyny, zatraca swoją wolność i możliwości twórcze, poprzez co izoluje się od rzeczywistości społecznej. Według Herberta Marcusego człowiek pod wpływem alienacji ogranicza swoją aktywność do produkcji w 8-godzinnym dniu pracy oraz konsumpcji.

## Filozofia

### Georg Wilhelm Friedrich Hegel
W filozofii XIX wieku termin ten był wiązany szczególnie z koncepcją samorozwoju idei absolutnej Hegla, dla którego pojednanie świadomości i bytu jest możliwe dzięki temu, że świadomość (Duch) osiąga w historii ostateczne zrozumienie świata jako własnego uzewnętrznienia, przyswaja sobie ów świat jako własną prawdę i znosi jego przedmiotowy charakter, obcy jej i urzeczowiony (reifikacja). Na drodze ducha ku aktualizacji tego, czym w punkcie wyjścia był on tylko w możności, obiektywizowały się wszystkie twory kultury ludzkiej (prawo, państwo, sztuka, religia, filozofia), przez które także człowiek – podporządkowując się prawu rozumu – jedna się z rzeczywistością. Podobnie jak w procesie wyłaniania się świata przyrody z idei absolutnej, a z niego dziejów ludzkich, zanika alienacja rozwijającego się ducha, który poznając samego siebie, rozpoznaje jako własne to, co jawiło mu się dotąd jako obce. W dziejowym procesie znika też wyobcowanie instytucji społecznych i politycznych od ludzi, którzy je tworzyli, umożliwiając człowiekowi pojednanie z tym, co określa jego istotę wpisaną w owe procesy oraz wiążące się z tym zwiększenie jego wolności.

### Ludwig Feuerbach
O ile u Hegla termin alienacja służył głównie do opisu procesu rozwoju ducha, u Ludwiga Feuerbacha określał stan przeniesienia przez człowieka własnych przymiotów gatunkowych na stworzoną przez siebie ideę nieistniejącego (jako byt) Boga; ów stan zubożenia człowieka miał być zniesiony dzięki odzyskaniu w sobie samym obiektywizowanej w Bogu doskonałości i nieśmiertelności.

### Karol Marks
Także Marks nie czynił ośrodkiem namysłu nad alienacją Heglowskiego ducha, ale człowieka w ziemskiej rzeczywistości, nie idąc jednak śladem Feuerbacha i nie szukając źródeł alienacji w świadomości mitotwórczej człowieka umieszczającego w Bogu swe przymioty, ale głównie w procesie pracy, którego wtórnym produktem jest także owa świadomość. Czyniąc pracę wyobcowaną centralnym tematem Rękopisów filozoficzno-ekonomicznych, zauważył, że istota gatunku ludzkiego tkwi w zdolności do twórczego przetwarzania przyrody, że jednak człowiek – poddany mechanizmom postępu technologicznego – został ujarzmiony przez swe wytwory, które przybrały postać rzeczową. Nie decydując o przebiegu procesu produkcji, traktuje on pracę jako zjawisko zewnętrzne i obce, więc pozbawiające go człowieczeństwa i powodujące alienację. Rezultatem ewolucji stosunków produkcji są, wzmacniające alienację, własność prywatna i chroniące ją instytucje polityczne, które uniemożliwiają wszechstronny rozwój człowieka i osiągnięcie przezeń stanu wolności. Wymaga to przezwyciężenia alienacji, czyli przyswojenia przez człowieka tego, co uznawał on za obce, choć należące do jego istoty gatunkowej: wytworów pracy, procesu produkcji i łączności z innymi ludźmi. Postulat ten miał zostać spełniony w komunizmie, ustroju doskonałym, który znosząc własność prywatną, podział pracy i instytucje stosujące przymus, miał doprowadzić do zniesienia stanu alienacji, włączenia wszystkich w pełni wolnych i równych jednostek we wspólnotę rządców i wytwórców zarazem, nie poddanych siłom ani mechanizmom wymykającym się kontroli.

### Inne ujęcia
Gdy w teoriach społeczeństwa masowego analizowano przyczyny rozchwiania więzi spajających grupy pierwotne (rodziny, społeczności lokalne), termin alienacja pojawił się nowym kontekście; odnoszony już przez Maxa Webera nie tylko do wyobcowanych robotników, zaczął być wykorzystywany przez marksistów, egzystencjalistów, psychoanalityków i teologów, którzy kojarząc alienację z procesem odrywania się wytworów ludzkiej działalności od swych twórców, reifikacji (urzeczowienie) produktów ludzkiej pracy, instytucji społecznych lub idei, wskazywali na niebezpieczeństwo podporządkowania im człowieka.
We współczesnych badaniach socjologicznych społeczeństwa poprzemysłowego oraz zjawiska migracji zarobkowej zwraca się uwagę na istotną rolę anomii społecznej w rozwijaniu się alienacji, a alienacji w powstawaniu zjawiska anomii indywidualnej. Anomia społeczna związana jest z podziałem pracy – prowadzi do nieutożsamiania się pracownika z wykonywanym przez siebie zawodem. Anomia indywidualna jest jednym z istotnych czynników prowadzących do samobójstwa (Émile Durkheim, Robert Merton).